# ذا يوغي بير شو
ذا يوغي بير شو أو عرض الدب يوغي (بالإنجليزية: The Yogi Bear Show) هو مسلسل رسوم متحركة من إنتاج هانا-باربيرا بطل المسلسل الدب يوغي الذي يعيش في حديقة جيليستون. بدأ العرض لأول مرة في 30 يناير 1961 ، واستمر لمدة 33 حلقة حتى 6 يناير 1962.
تم دبلحته بواسطة مركز الزهرة وعرض على قناة سبيستون.

## الأداء الصوتي
الأصوات الرئيسية
- داوس بتلر - يوغي بير، سنجلبوس
- دون ميسيك - بو-بو بير، رينجر سميث، الراوي
- جولي بينيت - سيندي بير، ادوار متعددة
- فانس كولفيج
- جيمي ويلدون
- دوغ يونغ

أصوات إضافية
- بي بيناديرت
- ميل بلانك
- جوون فوراي
- هال سميث
- بيل طومسون
- هيرب فيجران
- دوغ يونغ

## روابط خارجية
- ذا يوغي بير شو على موقع IMDb (الإنجليزية)
- ذا يوغي بير شو على موقع كينوبويسك (الروسية)
- ذا يوغي بير شو على موقع ألو سيني (الفرنسية)
- ذا يوغي بير شو على موقع قاعدة بيانات الفيلم (الإنجليزية)